# Brester Festung
Die Brester Festung (belarussisch Брэсцкая крэпасць, russisch Брестская крепость, polnisch Twierdza brzeska), auch bekannt als Festung Brest-Litowsk (der polnische Name der Stadt war Brześć Litewski), ist eine im 19. Jahrhundert erbaute Festung am westlichen Stadtrand von Brest an der Einmündung des Muchawez in den Bug. Heute ist sie eine der meistbesuchten Sehenswürdigkeiten von Belarus.

## Errichtung und Ausbau
In den 1960er Jahren wurden auf dem Gelände der Brester Festung die hölzernen Fundamente einer mittelalterlichen Siedlung freigelegt – die Stadt hatte hier, geschützt auf Inseln, ihren Anfang genommen. Für den Festungsbau wurde Brest ohne Rücksicht auf seine Einwohner um etwa zwei Kilometer nach Osten „verschoben“: Die damals überwiegend hölzerne Stadt wurde größtenteils abgerissen, darunter auch die Alte Große Synagoge von 1568, oder niedergebrannt; wenige gemauerte Gebäuden wurden in die Festung integriert und umgebaut. Daher befinden sich in der heutigen Stadt keine Gebäude, die älter als 170 Jahre sind. Einige Gebäude des alten Brest blieben erhalten und wurden für militärische Zwecke angepasst.
Die Festung wurde in den Jahren 1836–1842 zur Sicherung der russischen Westgrenze gegen Kongresspolen am Zusammenfluss der Flüsse Muchawez und Bug errichtet. Die später modernisierte und erweiterte Anlage sollte Angreifern den Weg ins Landesinnere versperren. Sie gilt als größte Festungsanlage des 19. Jahrhunderts im Russischen Reich.

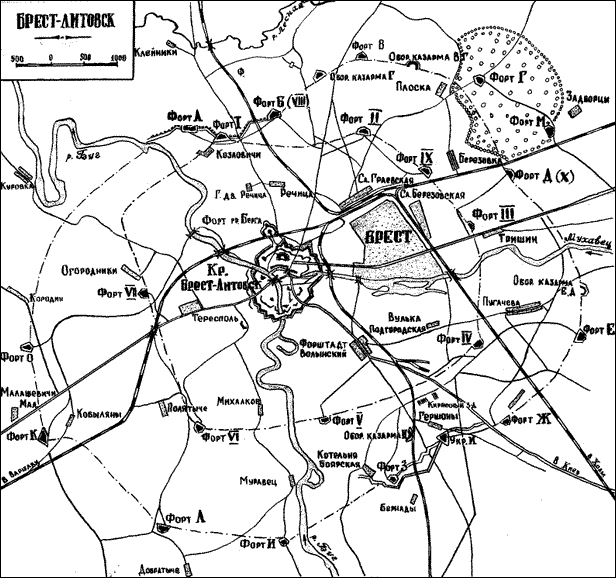
Brester Festung und die anliegenden Forts um 1912.

Der Autor des ursprünglichen Projektes war Karl Iwanowitsch Oppermann, ein herausragender russischer Militäringenieur deutscher Herkunft. Die Festung besteht aus vier Hauptwerken, die auf zum Teil künstlichen Inseln errichtet wurden:
- Die sogenannte Zitadelle[2] (Kerninsel) ist von einem ca. 1,8 km langen Ring umgeben, den die aus rotem Backstein gebauten Kasernen bilden. Diese Kasernen waren Teil der Verteidigungsanlagen, mit ihren meterdicken Wänden wirkten sie wie eine gigantische Festungsmauer.
- Die Nordinsel (Kobriner Befestigung, Kobrinskoe ukreplenie), auf der sich unter anderem zwei hufeisenförmige Forts (Ostfort und Westfort) befinden.
- Die Westinsel (Terespoler Befestigung, Terespol'skoe ukreplenie).
- Die Südinsel (Wolhynische Befestigung, Volynskoe ukreplenie), auf ihr befanden sich ein Militärspital und ein ehemaliges Kloster. Auf dieser Insel wurden die Reste des alten Brest entdeckt und museifiziert.

Die Anlage hat eine Gesamtfläche von 4 km² und eine Umfangslinie von 6,4 km. In den Jahren 1864 bis 1888 wurde die Festung nach einem Projekt von Eduard Totleben modernisiert. Ein Ring aus neun Forts im Abstand von drei bis vier Kilometern zur eigentlichen Festung wurde errichtet, um ein Umgehen und den Beschuss durch die sich weiterentwickelnde Artillerie zu erschweren; dieser Ring hatte einen Umfang von 32 km. Auf dem Gelände der Zitadelle wurde außerdem eine neue St.-Nikolai-Kirche errichtet – die alte war gemeinsam mit der Synagoge der Zerstörung der Altstadt zum Opfer gefallen.
Seit 1913 lief der Bau des zweiten Befestigungsringes, dessen Umfang 45 km betragen sollte. Die westlichen Forts der beiden Ringe befinden sich auf dem Staatsgebiet von Polen. Der Bau des zweiten Rings wurde durch den Beginn des Ersten Weltkrieges unterbrochen. Die Garnison der Festung bereitete sich auf die Verteidigung vor; allerdings kam es nicht dazu. Im Rahmen des allgemeinen russischen Truppenrückzuges wurde die Festung geräumt und teilweise gesprengt, auch die Stadt Brest wurde größtenteils niedergebrannt. Deutsche und österreichisch-ungarische Truppen rückten am 25./26. August 1915 kampflos in Stadt und Festung ein. Am 3. März 1918 wurde im Weißen Palast der Zitadelle der Friedensvertrag von Brest-Litowsk unterzeichnet. 
Seit 1921 gehörte die Festung zum neugegründeten Polen. In Brest befanden sich eine Garnison der polnischen Armee und ein Gefängnis für politische Häftlinge.

## Kampf um die Festung 1939

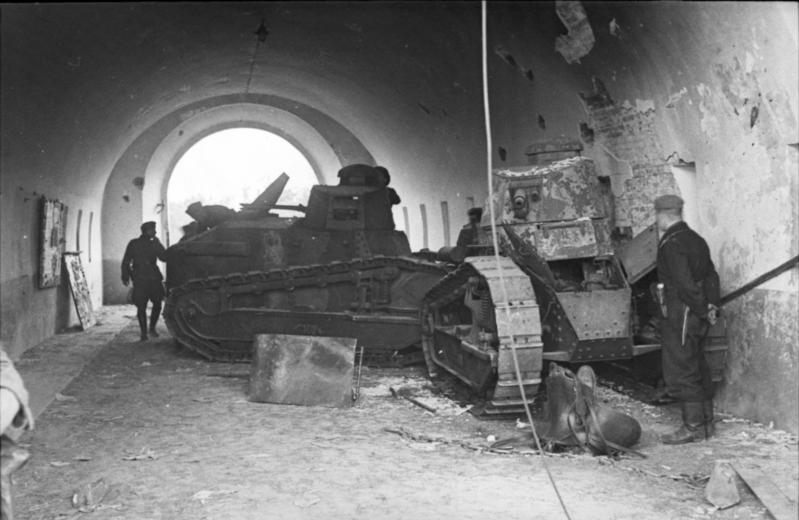
Das Nordtor der Festung wird von polnischen FT-17 Panzern blockiert

Die strategisch wichtige Festung wurde im Rahmen des Überfalls auf Polen während des Zweiten Weltkrieges zwischen dem 14. und 17. September 1939 erobert. Nach drei Tagen schwerer Kämpfe konnten sich Teile der polnischen Festungsbesatzung zurückziehen; der Rest kapitulierte gegenüber dem deutschen XIX. Panzerkorps unter General Heinz Guderian.
In Übereinstimmung mit dem Geheimen Zusatzprotokoll zum deutsch-sowjetischen Nichtangriffspakt übergaben die Deutschen die Stadt Brest mitsamt der Festung am 22. September der Roten Armee. In der Stadt fand eine gemeinsame deutsch-sowjetische Militärparade statt. Die Festung lag nun, nach der sowjetischen Besetzung Ostpolens, direkt an der neuen deutsch-sowjetischen Grenze.

## Kampf um die Festung 1941
In der Nacht zum 22. Juni befanden sich in der Festung etwa 9.000 Mann und 300 Offiziersfamilien. Am gegenüberliegenden Ufer des Grenzflusses Bug lag die 45. Infanterie-Division der deutschen Wehrmacht (etwa 17.000 Mann) unter Befehl von Generalmajor Fritz Schlieper, die den Auftrag hatte, die Festung handstreichartig zu nehmen.

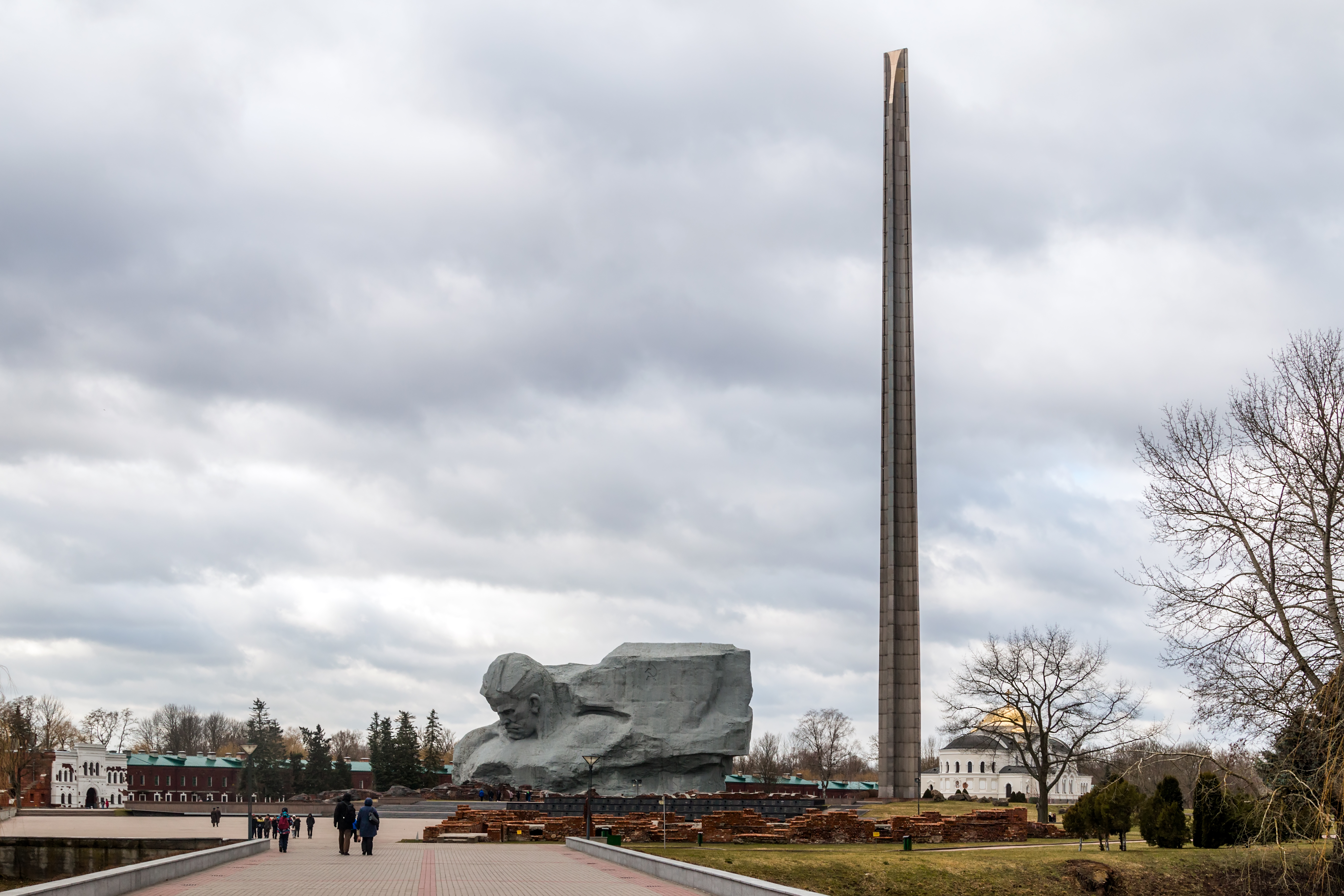
Gedenkstätte „Brester Heldenfestung“

Die nun folgenden Kämpfe spielen in westlichen Narrativen über den Zweiten Weltkrieg kaum eine Rolle. In den sowjetischen und post-sowjetischen Diskursen hingegen ist die Verteidigung der Brester Festung als Beispiel für Heldenmut und Widerstandsgeist schlechthin genommen worden.
Der deutsche Plan, die Festung im Sturm zu nehmen, um auf diese Weise die „Panzerrollbahn 1“ nach Osten zu sichern, ging nicht auf. Die Festungsarchitektur bot Familien und Soldaten in Teilen einen gewissen Schutz, so dass viele den massiven Artillerieangriff überstehen konnten, der sie im Schlaf überrascht hatte. Unter höchst ungünstigen Bedingungen griffen die Grenzsoldaten und Rotarmisten zu den Waffen und setzten sich gegen den deutschen Angriff zur Wehr; anderen gelang es, die Festung – wie es im Falle eines Angriffs vorgesehen war – Richtung Osten zu verlassen. Die weit ins Festungsinnere vorstürmenden Deutschen erlitten unerwartet schwere Verluste, am ersten Tag des Krieges kamen fast 300 von ihnen um. Heftige Kämpfe hielten drei Tage an, am Ende des dritten Tages befanden sich etwa 4.000 Rotarmisten in deutscher Kriegsgefangenschaft. Es folgten zwei weitere Tage, in denen um einzelne Widerstandsherde gekämpft wurde. Am 27. Juni herrschte weitgehend Ruhe in der Festung; nur das Ostfort auf der Nordinsel wurde noch verteidigt. Die besondere Architektur machte die Einnahme mit rein infanteristischen Mitteln unmöglich. Luftangriffe durch Sturzkampfbomber des II. Fliegerkorps am 29. Juni veranlassten die Besatzung des Ostforts zur Aufgabe. Etwa 350 Rotarmisten gingen in Gefangenschaft. Nach dem Ende der Kämpfe waren ca. 6.800 Soldaten der Garnison der Brester Festung in Gefangenschaft, mindestens 2.000 weitere waren gefallen. Die Eisenbahnstrecke und die Panzerrollbahn Nr. 1 galten den Deutschen aber bereits am Abend des 22. Juni als gesichert.

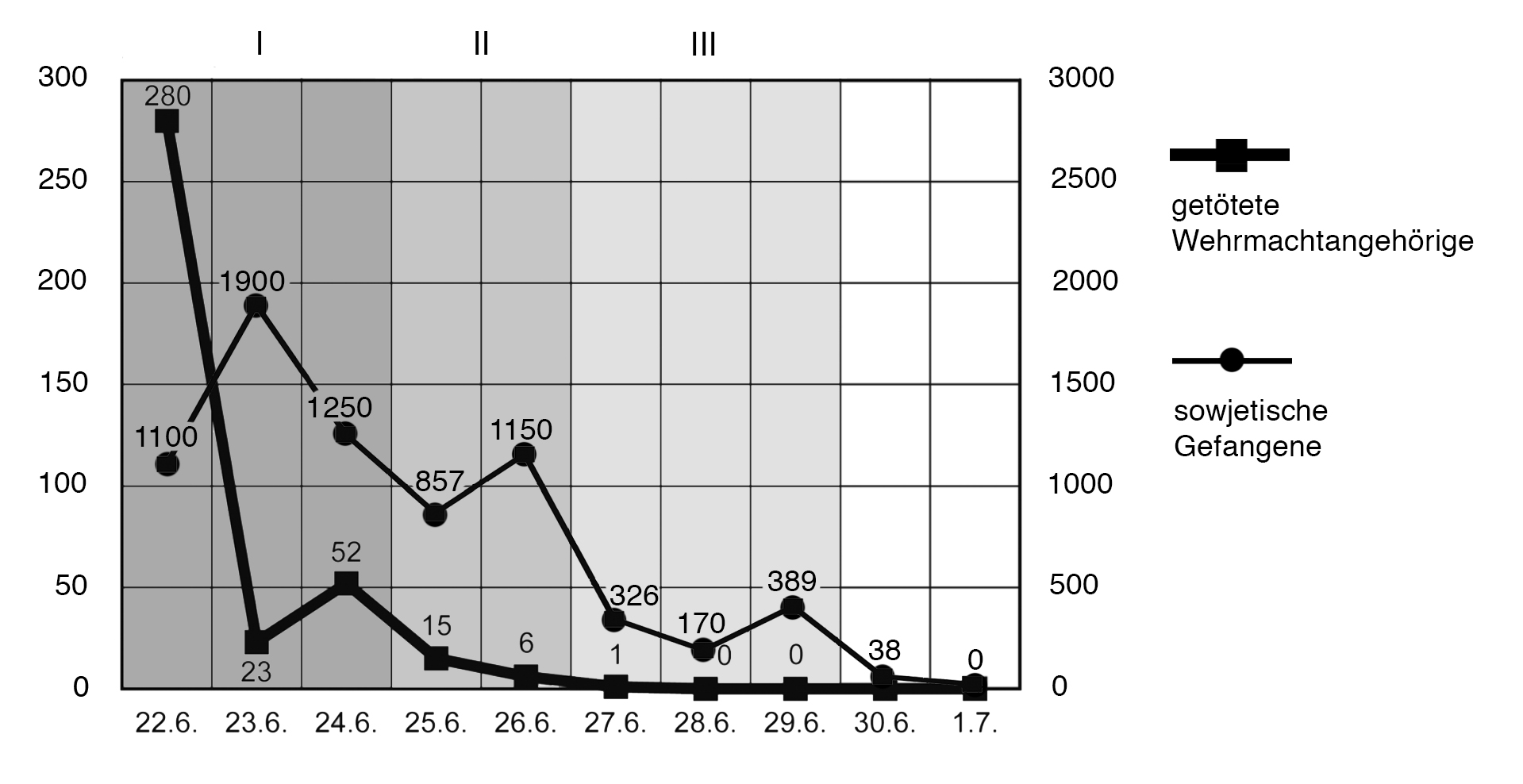
Entwicklung der Verluste in den Kämpfen um die Brester Festung.

Auch die quantitative Auswertung der verfügbaren Quellen belegt, dass die schweren Kämpfe drei Tage anhielten. In diesen Zeitraum fallen ca. 90 % der deutschen Gefallenen, ca. 70 % der Verletzten und gut 55 % der sowjetischen Verluste durch Gefangennahme. Der letzte Wehrmachtsoldat, der nicht im Lazarett, sondern im Kampf starb, war der Oberfeldwebel Erich Mathwig, der am 27. Juni 1941 fiel.
Auf dem weitläufigen und unübersichtlichen Gelände der Festung mit seinen vielen Gebäudekomplexen, Kasematten und Kellern versteckten sich noch vereinzelte kleine Gruppen sowjetischer Soldaten, die bis zum Letzten aushielten, obwohl sie kaum noch Munition, Lebensmittel und Wasser hatten. Sie wurden aber von der Wehrmacht offenbar nicht mehr als Bedrohung wahrgenommen; schon am 29. Juni verließen die ersten Teile der 45. Infanterie-Division Brest, die Masse der Division folgte am 2. Juli, während schwächere Kräfte noch bis zum 8. Juli 1941 Bewachungsaufgaben erfüllten.
An die Stelle dieser Frontdivision rückten Teile der 221. Sicherungs-Division in Brest ein. Ihr war unter anderem das Polizeibataillon 307 unter Führung von Major Theodor Stahr unterstellt, das in den zwei Wochen seines Aufenthaltes (mit Unterstützung von Wehrmachteinheiten) etwa 4.000 jüdische Männer sowie ca. 400 nichtjüdische Kommunisten und sowjetische Funktionsträger ermordete.
Auf dem Gelände der Festung gab es noch vereinzelte Schusswechsel. Nach den Erinnerungen von Rotarmisten, die ab Mitte der 1950er Jahre gesammelt wurden, hielten sich die letzten Verteidiger der Festung bis Ende Juli 1941. Wehrmachtakten vermerkten für den 24. Juli 1941 die Gefangennahme eines sowjetischen Offiziers in der Nähe des Nordtores der Festung.
Am 28. Juli 1944 wurde Brest im Verlauf der sowjetischen Sommeroffensive wieder von der Roten Armee eingenommen.

## Folgen
In den ersten Nachkriegsjahren schrieben verschiedene Autoren über die Kämpfe, maßen ihnen aber nur lokale Bedeutung zu. Sie formten aber bereits die narrative Struktur, die in ihren Grundzügen bis heute erhalten geblieben ist. In Ermangelung von Quellen erfanden die Journalisten, Schriftsteller und Propagandisten Ereignisse und Helden, die zum großen Teil später wieder in Vergessenheit gerieten. Erst nachdem der sowjetische Schriftsteller Sergei Sergejewitsch Smirnow Mitte der 1950er Jahre die Verteidigung der Festung popularisiert hatte, wurden die Ereignisse zentraler Teil des offiziellen sowjetischen Gedenkens an den Zweiten Weltkrieg. Die Verteidigung habe über einen Monat angehalten, eine ganze deutsche Division sei für diese Zeit gebunden gewesen, es habe sich fast niemand in Gefangenschaft begeben – dies waren die zentralen Motive des Mythos um die Festung. Großen Einfluss auf die Rezeption des im Entstehen begriffenen offiziellen sowjetischen Narrativs hatte der Film „Unsterbliche Garnison“ (Bessmertnyj garnizon), der 1956 in die Kinos kam. Autor des Drehbuchs war der berühmte sowjetische Schriftsteller Konstantin Simonow, der schon seit geraumer Zeit mit Smirnow zusammengearbeitet hatte. Schon 1956 wurde ein kleines Museum eingerichtet, das 1961 auf zehn Säle erweitert wurde.
Im offiziellen Narrativ wird von der Prämisse ausgegangen, dass man von der „Verteidigung der Brester Festung“ sprechen kann, solange zumindest ein Kämpfer noch Widerstand leistete. Daher gilt der 23. Juli 1941, der 32. Tag des Krieges, an dem mit Major Pjotr Gawrilow der „letzte Verteidiger der Festung“, gefangen genommen worden sein soll, als Endpunkt der Kämpfe, und nicht der 29. Juni 1941, an dem der letzte Widerstandsherd in der Festung kapitulierte und die Kämpfe endeten.
Im Fall der sowjetischen Kriegsgefangenen war es mit derartigen Interpretationen nicht getan. Da in der Sowjetunion „Gefangengabe“ als Verrat galt, der nicht mit einem Heldennarrativ vereinbar war, musste die Kapitulation und Gefangennahme Tausender Rotarmisten systematisch verschwiegen und verleugnet werden. Dabei ging das Museum der Verteidigung der Brester Festung so weit, ein deutsches Dokument zu fälschen, indem nicht nur zentrale Textstellen ausgelassen wurden, sondern auch die Reihenfolge von Sätzen geändert wurde.
Am 8. Mai 1965 erhielt die Festung Brest den Ehrentitel Heldenfestung. Im September 1971 wurde die Gedenkstätte „Brester Heldenfestung“ eröffnet. 1997 verlieh der Präsident von Belarus, Aljaksandr Lukaschenka, der Gedenkstätte den Status „Zentrum der patriotischen Erziehung der Jugend“.
Die Kämpfe 1941 wurden auch in Büchern, Theaterstücken, Filmen (zum Beispiel 2010 in dem Film Sturm auf Festung Brest) und in einer Oper heroisiert und idealisiert. Die sowjetischen, belarussischen und russländischen als Dokumentarfilme bezeichneten Streifen verdienen samt und sonders dieses Prädikat nicht, da sie alle die sowjetische Propaganda wiederholen oder neue, eigene Geschichtslegenden produzieren. Besonders kreativ ist dabei der russische Produzent Igor Ugolnikow mit dem Film „Brestskaja krepost’“ (Die Brester Festung) von 2007 gewesen (Filmstudio VoenTV).
Im Januar 2014 veröffentlichte der US-Fernsehsender CNN eine Liste der „elf hässlichsten Denkmäler weltweit“. Auf dieser Liste befand sich auch das Monument Muschestwo (мужество, „Der Mut“) auf dem Gelände der Brester Gedenkstätte. Nach Protesten aus Belarus und Russland zog der Sender die Liste zurück und entschuldigte sich.